# Ramanathapuram (distrikt)
Rāmanāthapuram är ett distrikt i Indien.   Det ligger i delstaten Tamil Nadu, i den södra delen av landet, 2 100 km söder om huvudstaden New Delhi. Antalet invånare är 1 353 445. Arean är 4 129 kvadratkilometer. Rāmanāthapuram gränsar till Madurai.
Terrängen i Rāmanāthapuram är platt.
Följande samhällen finns i Rāmanāthapuram:
- Paramagudi
- Ramanathapuram
- Keelakarai
- Tondi
- Mandapam
- Mudukulattūr
- Kamuthi
- Kadalādi
- Sāyalkudi
- Periyapattinam
- Nambutalai
- Abirāmam